# Singoli al numero uno in Italia
La presente lista elenca i singoli alla posizione numero uno della classifica settimanale italiana, divisi per anno. Tutti i dati sono tratti da quelli diffusi dalla FIMI attraverso il suo sito e fonti ufficiali. I dati sono disponibili dal primo febbraio 1998, giorno in cui la FIMI comincia a stilare la Classifica mix e singoli, prima classifica ufficiale di singoli italiana.

## 1997
| Inizio settimana | Singolo                                                           | Artista/i                          | Settimane di permanenza (consecutive) | Totale settimane al numero 1 |
| ---------------- | ----------------------------------------------------------------- | ---------------------------------- | ------------------------------------- | ---------------------------- |
| 1 febbraio       | Barrel of a Gun                                                   | Depeche Mode                       | 1                                     | 1                            |
| 8 febbraio       | Discothèque                                                       | U2                                 | 5                                     | 5                            |
| 15 febbraio      | Discothèque                                                       | U2                                 | 5                                     | 5                            |
| 22 febbraio      | Discothèque                                                       | U2                                 | 5                                     | 5                            |
| 1 marzo          | Discothèque                                                       | U2                                 | 5                                     | 5                            |
| 8 marzo          | Discothèque                                                       | U2                                 | 5                                     | 5                            |
| 15 marzo         | Laura non c'è                                                     | Nek                                | 1                                     | 1                            |
| 22 marzo         | 2 the night                                                       | La Fuertezza                       | 1                                     | 1                            |
| 29 marzo         | It's No Good                                                      | Depeche Mode                       | 2                                     | 2                            |
| 5 aprile         | It's No Good                                                      | Depeche Mode                       | 2                                     | 2                            |
| 12 aprile        | Your Woman                                                        | White Town                         | 1                                     | 1                            |
| 19 aprile        | Blood on the Dance Floor                                          | Michael Jackson                    | 4                                     | 4                            |
| 26 aprile        | Blood on the Dance Floor                                          | Michael Jackson                    | 4                                     | 4                            |
| 3 maggio         | Blood on the Dance Floor                                          | Michael Jackson                    | 4                                     | 4                            |
| 10 maggio        | Blood on the Dance Floor                                          | Michael Jackson                    | 4                                     | 4                            |
| 17 maggio        | Un giorno così                                                    | 883                                | 2                                     | 2                            |
| 24 maggio        | Un giorno così                                                    | 883                                | 2                                     | 2                            |
| 31 maggio        | Wanna be like a man                                               | Simone Jay                         | 1                                     | 1                            |
| 7 giugno         | Midnight in Chelsea                                               | Jon Bon Jovi                       | 1                                     | 1                            |
| 14 giugno        | Around the World                                                  | Daft Punk                          | 1                                     | 1                            |
| 21 giugno        | Home                                                              | Depeche Mode                       | 2                                     | 2                            |
| 28 giugno        | Home                                                              | Depeche Mode                       | 2                                     | 2                            |
| 5 luglio         | D'You Know What I Mean?                                           | Oasis                              | 2                                     | 2                            |
| 12 luglio        | D'You Know What I Mean?                                           | Oasis                              | 2                                     | 2                            |
| 19 luglio        | I'll Be Missing You                                               | Puff Daddy & Faith Evans feat. 112 | 5                                     | 7                            |
| 26 luglio        | I'll Be Missing You                                               | Puff Daddy & Faith Evans feat. 112 | 5                                     | 7                            |
| 2 agosto         | I'll Be Missing You                                               | Puff Daddy & Faith Evans feat. 112 | 5                                     | 7                            |
| 9 agosto         | I'll Be Missing You                                               | Puff Daddy & Faith Evans feat. 112 | 5                                     | 7                            |
| 16 agosto        | I'll Be Missing You                                               | Puff Daddy & Faith Evans feat. 112 | 5                                     | 7                            |
| 23 agosto        | Bitter Sweet Symphony                                             | The Verve                          | 1                                     | 1                            |
| 30 agosto        | I'll Be Missing You                                               | Puff Daddy & Faith Evans feat. 112 | 2                                     | 7                            |
| 6 settembre      | I'll Be Missing You                                               | Puff Daddy & Faith Evans feat. 112 | 2                                     | 7                            |
| 13 settembre     | Something About the Way You Look Tonight/ Candle in the Wind 1997 | Elton John                         | 8                                     | 16                           |
| 20 settembre     | Something About the Way You Look Tonight/ Candle in the Wind 1997 | Elton John                         | 8                                     | 16                           |
| 27 settembre     | Something About the Way You Look Tonight/ Candle in the Wind 1997 | Elton John                         | 8                                     | 16                           |
| 4 ottobre        | Something About the Way You Look Tonight/ Candle in the Wind 1997 | Elton John                         | 8                                     | 16                           |
| 11 ottobre       | Something About the Way You Look Tonight/ Candle in the Wind 1997 | Elton John                         | 8                                     | 16                           |
| 18 ottobre       | Something About the Way You Look Tonight/ Candle in the Wind 1997 | Elton John                         | 8                                     | 16                           |
| 25 ottobre       | Something About the Way You Look Tonight/ Candle in the Wind 1997 | Elton John                         | 8                                     | 16                           |
| 1 novembre       | Something About the Way You Look Tonight/ Candle in the Wind 1997 | Elton John                         | 8                                     | 16                           |
| 8 novembre       | Breathe                                                           | Midge Ure                          | 2                                     | 4                            |
| 15 novembre      | Breathe                                                           | Midge Ure                          | 2                                     | 4                            |
| 22 novembre      | Something About the Way You Look Tonight/ Candle in the Wind 1997 | Elton John                         | 2                                     | 16                           |
| 29 novembre      | Something About the Way You Look Tonight/ Candle in the Wind 1997 | Elton John                         | 2                                     | 16                           |
| 6 dicembre       | Breathe                                                           | Midge Ure                          | 2                                     | 4                            |
| 13 dicembre      | Breathe                                                           | Midge Ure                          | 2                                     | 4                            |
| 20 dicembre      | Something About the Way You Look Tonight/ Candle in the Wind 1997 | Elton John                         | 2                                     | 16                           |
| 27 dicembre      | Something About the Way You Look Tonight/ Candle in the Wind 1997 | Elton John                         | 2                                     | 16                           |

- Nel 1997, è Something About the Way You Look Tonight/Candle in the Wind 1997 ad avere trascorso più tempo in vetta alla classifica (12 settimane sulle 16 complessive).

## 1998
| Inizio settimana | Singolo                                                           | Artista/i         | Settimane di permanenza (consecutive) | Totale settimane al numero 1 |
| ---------------- | ----------------------------------------------------------------- | ----------------- | ------------------------------------- | ---------------------------- |
| 3 gennaio        | Something About the Way You Look Tonight/ Candle in the Wind 1997 | Elton John        | 2                                     | 16                           |
| 10 gennaio       | Something About the Way You Look Tonight/ Candle in the Wind 1997 | Elton John        | 2                                     | 16                           |
| 17 gennaio       | All Around the World                                              | Oasis             | 1                                     | 1                            |
| 24 gennaio       | Something About the Way You Look Tonight/ Candle in the Wind 1997 | Elton John        | 2                                     | 16                           |
| 31 gennaio       | Something About the Way You Look Tonight/ Candle in the Wind 1997 | Elton John        | 2                                     | 16                           |
| 7 febbraio       | My Heart Will Go On                                               | Céline Dion       | 1                                     | 10                           |
| 14 febbraio      | Frozen                                                            | Madonna           | 1                                     | 1                            |
| 21 febbraio      | My Heart Will Go On                                               | Céline Dion       | 3                                     | 10                           |
| 28 febbraio      | My Heart Will Go On                                               | Céline Dion       | 3                                     | 10                           |
| 7 marzo          | My Heart Will Go On                                               | Céline Dion       | 3                                     | 10                           |
| 14 marzo         | L'impossibile vivere                                              | Renato Zero       | 1                                     | 1                            |
| 21 marzo         | My Heart Will Go On                                               | Céline Dion       | 6                                     | 10                           |
| 28 marzo         | My Heart Will Go On                                               | Céline Dion       | 6                                     | 10                           |
| 4 aprile         | My Heart Will Go On                                               | Céline Dion       | 6                                     | 10                           |
| 11 aprile        | My Heart Will Go On                                               | Céline Dion       | 6                                     | 10                           |
| 18 aprile        | My Heart Will Go On                                               | Céline Dion       | 6                                     | 10                           |
| 25 aprile        | My Heart Will Go On                                               | Céline Dion       | 6                                     | 10                           |
| 2 maggio         | La copa de la vida                                                | Ricky Martin      | 1                                     | 2                            |
| 9 maggio         | High                                                              | Lighthouse Family | 2                                     | 2                            |
| 16 maggio        | High                                                              | Lighthouse Family | 2                                     | 2                            |
| 23 maggio        | La copa de la vida                                                | Ricky Martin      | 1                                     | 2                            |
| 30 maggio        | Truly Madly Deeply                                                | Savage Garden     | 1                                     | 1                            |
| 6 giugno         | Da me a te                                                        | Claudio Baglioni  | 3                                     | 3                            |
| 13 giugno        | Da me a te                                                        | Claudio Baglioni  | 3                                     | 3                            |
| 20 giugno        | Da me a te                                                        | Claudio Baglioni  | 3                                     | 3                            |
| 27 giugno        | Life                                                              | Des'ree           | 9                                     | 9                            |
| 4 luglio         | Life                                                              | Des'ree           | 9                                     | 9                            |
| 11 luglio        | Life                                                              | Des'ree           | 9                                     | 9                            |
| 18 luglio        | Life                                                              | Des'ree           | 9                                     | 9                            |
| 25 luglio        | Life                                                              | Des'ree           | 9                                     | 9                            |
| 1 agosto         | Life                                                              | Des'ree           | 9                                     | 9                            |
| 8 agosto         | Life                                                              | Des'ree           | 9                                     | 9                            |
| 15 agosto        | Life                                                              | Des'ree           | 9                                     | 9                            |
| 22 agosto        | Life                                                              | Des'ree           | 9                                     | 9                            |
| 29 agosto        | I Don't Want to Miss a Thing                                      | Aerosmith         | 8                                     | 9                            |
| 5 settembre      | I Don't Want to Miss a Thing                                      | Aerosmith         | 8                                     | 9                            |
| 12 settembre     | I Don't Want to Miss a Thing                                      | Aerosmith         | 8                                     | 9                            |
| 19 settembre     | I Don't Want to Miss a Thing                                      | Aerosmith         | 8                                     | 9                            |
| 26 settembre     | I Don't Want to Miss a Thing                                      | Aerosmith         | 8                                     | 9                            |
| 3 ottobre        | I Don't Want to Miss a Thing                                      | Aerosmith         | 8                                     | 9                            |
| 10 ottobre       | I Don't Want to Miss a Thing                                      | Aerosmith         | 8                                     | 9                            |
| 17 ottobre       | I Don't Want to Miss a Thing                                      | Aerosmith         | 8                                     | 9                            |
| 24 ottobre       | Sweetest Thing                                                    | U2                | 1                                     | 1                            |
| 31 ottobre       | I Don't Want to Miss a Thing                                      | Aerosmith         | 1                                     | 9                            |
| 7 novembre       | Iris                                                              | Goo Goo Dolls     | 5                                     | 5                            |
| 14 novembre      | Iris                                                              | Goo Goo Dolls     | 5                                     | 5                            |
| 21 novembre      | Iris                                                              | Goo Goo Dolls     | 5                                     | 5                            |
| 28 novembre      | Iris                                                              | Goo Goo Dolls     | 5                                     | 5                            |
| 5 dicembre       | Iris                                                              | Goo Goo Dolls     | 5                                     | 5                            |
| 12 dicembre      | Goodbye                                                           | Spice Girls       | 1                                     | 1                            |
| 19 dicembre      | Believe                                                           | Cher              | 2                                     | 7                            |
| 26 dicembre      | Believe                                                           | Cher              | 2                                     | 7                            |

- Nel 1998, il brano ad avere trascorso più tempo in vetta alla classifica è My Heart Will Go On di Céline Dion (10 settimane).

## 1999
| Inizio settimana | Singolo                      | Artista/i              | Settimane di permanenza (consecutive) | Totale settimane al numero 1 |
| ---------------- | ---------------------------- | ---------------------- | ------------------------------------- | ---------------------------- |
| 2 gennaio        | Believe                      | Cher                   | 5                                     | 7                            |
| 9 gennaio        | Believe                      | Cher                   | 5                                     | 7                            |
| 16 gennaio       | Believe                      | Cher                   | 5                                     | 7                            |
| 23 gennaio       | Believe                      | Cher                   | 5                                     | 7                            |
| 30 gennaio       | Believe                      | Cher                   | 5                                     | 7                            |
| 6 febbraio       | Pretty Fly (for a White Guy) | The Offspring          | 4                                     | 4                            |
| 13 febbraio      | Pretty Fly (for a White Guy) | The Offspring          | 4                                     | 4                            |
| 20 febbraio      | Pretty Fly (for a White Guy) | The Offspring          | 4                                     | 4                            |
| 27 febbraio      | Pretty Fly (for a White Guy) | The Offspring          | 4                                     | 4                            |
| 6 marzo          | Oggi sono io                 | Alex Britti            | 1                                     | 1                            |
| 13 marzo         | ...Baby One More Time        | Britney Spears         | 1                                     | 3                            |
| 20 marzo         | Snow on the Sahara           | Anggun                 | 1                                     | 2                            |
| 27 marzo         | ...Baby One More Time        | Britney Spears         | 2                                     | 3                            |
| 3 aprile         | ...Baby One More Time        | Britney Spears         | 2                                     | 3                            |
| 10 aprile        | Flat Beat                    | Mr. Oizo               | 1                                     | 1                            |
| 17 aprile        | Snow on the Sahara           | Anggun                 | 1                                     | 2                            |
| 24 aprile        | Per te                       | Jovanotti              | 1                                     | 1                            |
| 1 maggio         | I Want It That Way           | Backstreet Boys        | 5                                     | 5                            |
| 8 maggio         | I Want It That Way           | Backstreet Boys        | 5                                     | 5                            |
| 15 maggio        | I Want It That Way           | Backstreet Boys        | 5                                     | 5                            |
| 22 maggio        | I Want It That Way           | Backstreet Boys        | 5                                     | 5                            |
| 29 maggio        | I Want It That Way           | Backstreet Boys        | 5                                     | 5                            |
| 5 giugno         | Beautiful Stranger           | Madonna                | 1                                     | 1                            |
| 12 giugno        | Unforgivable Sinner          | Lene Marlin            | 1                                     | 1                            |
| 19 giugno        | Il mio nome è mai più        | LigaJovaPelù           | 16                                    | 17                           |
| 26 giugno        | Il mio nome è mai più        | LigaJovaPelù           | 16                                    | 17                           |
| 3 luglio         | Il mio nome è mai più        | LigaJovaPelù           | 16                                    | 17                           |
| 10 luglio        | Il mio nome è mai più        | LigaJovaPelù           | 16                                    | 17                           |
| 17 luglio        | Il mio nome è mai più        | LigaJovaPelù           | 16                                    | 17                           |
| 24 luglio        | Il mio nome è mai più        | LigaJovaPelù           | 16                                    | 17                           |
| 31 luglio        | Il mio nome è mai più        | LigaJovaPelù           | 16                                    | 17                           |
| 7 agosto         | Il mio nome è mai più        | LigaJovaPelù           | 16                                    | 17                           |
| 14 agosto        | Il mio nome è mai più        | LigaJovaPelù           | 16                                    | 17                           |
| 21 agosto        | Il mio nome è mai più        | LigaJovaPelù           | 16                                    | 17                           |
| 28 agosto        | Il mio nome è mai più        | LigaJovaPelù           | 16                                    | 17                           |
| 4 settembre      | Il mio nome è mai più        | LigaJovaPelù           | 16                                    | 17                           |
| 11 settembre     | Il mio nome è mai più        | LigaJovaPelù           | 16                                    | 17                           |
| 18 settembre     | Il mio nome è mai più        | LigaJovaPelù           | 16                                    | 17                           |
| 25 settembre     | Il mio nome è mai più        | LigaJovaPelù           | 16                                    | 17                           |
| 2 ottobre        | Il mio nome è mai più        | LigaJovaPelù           | 16                                    | 17                           |
| 9 ottobre        | New Day                      | Wyclef Jean feat. Bono | 1                                     | 1                            |
| 16 ottobre       | Il mio nome è mai più        | LigaJovaPelù           | 1                                     | 17                           |
| 23 ottobre       | 50 Special                   | Lùnapop                | 2                                     | 2                            |
| 30 ottobre       | 50 Special                   | Lùnapop                | 2                                     | 2                            |
| 6 novembre       | Keep on Movin'               | 5ive                   | 1                                     | 1                            |
| 13 novembre      | La fine del millennio        | Vasco Rossi            | 7                                     | 8                            |
| 20 novembre      | La fine del millennio        | Vasco Rossi            | 7                                     | 8                            |
| 27 novembre      | La fine del millennio        | Vasco Rossi            | 7                                     | 8                            |
| 4 dicembre       | La fine del millennio        | Vasco Rossi            | 7                                     | 8                            |
| 11 dicembre      | La fine del millennio        | Vasco Rossi            | 7                                     | 8                            |
| 18 dicembre      | La fine del millennio        | Vasco Rossi            | 7                                     | 8                            |
| 25 dicembre      | La fine del millennio        | Vasco Rossi            | 7                                     | 8                            |

- Nel 1999, il singolo ad avere passato più tempo alla #1 è Il mio nome è mai più della collaborazione LigaJovaPelù (17 settimane).

## 2000
| Inizio settimana | Singolo                          | Artista/i           | Settimane di permanenza (consecutive) | Totale settimane al numero 1 |
| ---------------- | -------------------------------- | ------------------- | ------------------------------------- | ---------------------------- |
| 1 gennaio        | La fine del millennio            | Vasco Rossi         | 1                                     | 8                            |
| 8 gennaio        | When You Say Nothing at All      | Ronan Keating       | 1                                     | 1                            |
| 15 gennaio       | Move Your Body                   | Eiffel 65           | 1                                     | 1                            |
| 22 gennaio       | Where I'm Headed                 | Lene Marlin         | 1                                     | 1                            |
| 29 gennaio       | Cartoon Heroes                   | Aqua                | 1                                     | 1                            |
| 5 febbraio       | Go Let It Out                    | Oasis               | 2                                     | 2                            |
| 12 febbraio      | Go Let It Out                    | Oasis               | 2                                     | 2                            |
| 19 febbraio      | Pure Shores                      | All Saints          | 1                                     | 1                            |
| 26 febbraio      | American Pie                     | Madonna             | 4                                     | 5                            |
| 4 marzo          | American Pie                     | Madonna             | 4                                     | 5                            |
| 11 marzo         | American Pie                     | Madonna             | 4                                     | 5                            |
| 18 marzo         | American Pie                     | Madonna             | 4                                     | 5                            |
| 25 marzo         | Tutti gli zeri del mondo         | Renato Zero         | 2                                     | 2                            |
| 1 aprile         | Tutti gli zeri del mondo         | Renato Zero         | 2                                     | 2                            |
| 8 aprile         | Io ci sarò                       | Piero Pelù          | 2                                     | 2                            |
| 15 aprile        | Io ci sarò                       | Piero Pelù          | 2                                     | 2                            |
| 22 aprile        | American Pie                     | Madonna             | 1                                     | 5                            |
| 29 aprile        | The Bad Touch                    | The Bloodhound Gang | 1                                     | 1                            |
| 6 maggio         | Oops!...I Did It Again           | Britney Spears      | 1                                     | 1                            |
| 13 maggio        | It's My Life                     | Bon Jovi            | 4                                     | 6                            |
| 20 maggio        | It's My Life                     | Bon Jovi            | 4                                     | 6                            |
| 27 maggio        | It's My Life                     | Bon Jovi            | 4                                     | 6                            |
| 3 giugno         | It's My Life                     | Bon Jovi            | 4                                     | 6                            |
| 10 giugno        | Vamos a bailar (Esta vida nueva) | Paola & Chiara      | 1                                     | 4                            |
| 17 giugno        | It's My Life                     | Bon Jovi            | 2                                     | 6                            |
| 24 giugno        | It's My Life                     | Bon Jovi            | 2                                     | 6                            |
| 1 luglio         | Vamos a bailar (Esta vida nueva) | Paola & Chiara      | 3                                     | 4                            |
| 8 luglio         | Vamos a bailar (Esta vida nueva) | Paola & Chiara      | 3                                     | 4                            |
| 15 luglio        | Vamos a bailar (Esta vida nueva) | Paola & Chiara      | 3                                     | 4                            |
| 22 luglio        | Freestyler                       | Bomfunk Mc's        | 4                                     | 4                            |
| 29 luglio        | Freestyler                       | Bomfunk Mc's        | 4                                     | 4                            |
| 5 agosto         | Freestyler                       | Bomfunk Mc's        | 4                                     | 4                            |
| 12 agosto        | Freestyler                       | Bomfunk Mc's        | 4                                     | 4                            |
| 19 agosto        | Music                            | Madonna             | 6                                     | 6                            |
| 26 agosto        | Music                            | Madonna             | 6                                     | 6                            |
| 2 settembre      | Music                            | Madonna             | 6                                     | 6                            |
| 9 settembre      | Music                            | Madonna             | 6                                     | 6                            |
| 16 settembre     | Music                            | Madonna             | 6                                     | 6                            |
| 23 settembre     | Music                            | Madonna             | 6                                     | 6                            |
| 30 settembre     | Fuoco nel fuoco                  | Eros Ramazzotti     | 1                                     | 1                            |
| 7 ottobre        | Beautiful Day                    | U2                  | 3                                     | 4                            |
| 14 ottobre       | Beautiful Day                    | U2                  | 3                                     | 4                            |
| 21 ottobre       | Beautiful Day                    | U2                  | 3                                     | 4                            |
| 28 ottobre       | She Bangs                        | Ricky Martin        | 1                                     | 1                            |
| 4 novembre       | Beautiful Day                    | U2                  | 1                                     | 4                            |
| 11 novembre      | Shape of My Heart                | Backstreet Boys     | 1                                     | 1                            |
| 18 novembre      | Again                            | Lenny Kravitz       | 3                                     | 3                            |
| 25 novembre      | Again                            | Lenny Kravitz       | 3                                     | 3                            |
| 2 dicembre       | Again                            | Lenny Kravitz       | 3                                     | 3                            |
| 9 dicembre       | Don't Tell Me                    | Madonna             | 1                                     | 1                            |
| 16 dicembre      | Goodnight Moon                   | Shivaree            | 3                                     | 7*                           |
| 23 dicembre      | Goodnight Moon                   | Shivaree            | 3                                     | 7*                           |
| 30 dicembre      | Goodnight Moon                   | Shivaree            | 3                                     | 7*                           |

- Nel 2000, i singoli ad avere passato più settimane in cima alla classifica sono It's My Life di Bon Jovi e Music di Madonna (entrambe le canzoni con 6 settimane di permanenza alla #1).

## 2001
| Inizio settimana | Singolo                                | Artista/i                           | Settimane di permanenza (consecutive) | Totale settimane al numero 1 |
| ---------------- | -------------------------------------- | ----------------------------------- | ------------------------------------- | ---------------------------- |
| 6 gennaio        | Goodnight Moon                         | Shivaree                            | 1                                     | 7*                           |
| 13 gennaio       | Love Don't Cost a Thing                | Jennifer Lopez                      | 1                                     | 1                            |
| 20 gennaio       | Io sono Francesco                      | Tricarico                           | 1                                     | 1                            |
| 27 gennaio       | Stuck in a Moment You Can't Get Out Of | U2                                  | 1                                     | 1                            |
| 3 febbraio       | Goodnight Moon                         | Shivaree                            | 3                                     | 7*                           |
| 10 febbraio      | Goodnight Moon                         | Shivaree                            | 3                                     | 7*                           |
| 17 febbraio      | Goodnight Moon                         | Shivaree                            | 3                                     | 7*                           |
| 24 febbraio      | Stan                                   | Eminem ft Dido                      | 1                                     | 1                            |
| 3 marzo          | Luce (tramonti a nord est)             | Elisa                               | 4                                     | 4                            |
| 10 marzo         | Luce (tramonti a nord est)             | Elisa                               | 4                                     | 4                            |
| 17 marzo         | Luce (tramonti a nord est)             | Elisa                               | 4                                     | 4                            |
| 24 marzo         | Luce (tramonti a nord est)             | Elisa                               | 4                                     | 4                            |
| 31 marzo         | Down Down Down                         | Lollipop                            | 3                                     | 4                            |
| 7 aprile         | Down Down Down                         | Lollipop                            | 3                                     | 4                            |
| 14 aprile        | Down Down Down                         | Lollipop                            | 3                                     | 4                            |
| 21 aprile        | Dream On                               | Depeche Mode                        | 1                                     | 1                            |
| 28 aprile        | Down Down Down                         | Lollipop                            | 1                                     | 4                            |
| 5 maggio         | It's Raining Men                       | Geri Halliwell                      | 1                                     | 7                            |
| 12 maggio        | Me gustas tú                           | Manu Chao                           | 1                                     | 1                            |
| 19 maggio        | Clint Eastwood                         | Gorillaz                            | 1                                     | 1                            |
| 26 maggio        | It's Raining Men                       | Geri Halliwell                      | 6                                     | 7                            |
| 2 giugno         | It's Raining Men                       | Geri Halliwell                      | 6                                     | 7                            |
| 9 giugno         | It's Raining Men                       | Geri Halliwell                      | 6                                     | 7                            |
| 16 giugno        | It's Raining Men                       | Geri Halliwell                      | 6                                     | 7                            |
| 23 giugno        | It's Raining Men                       | Geri Halliwell                      | 6                                     | 7                            |
| 30 giugno        | It's Raining Men                       | Geri Halliwell                      | 6                                     | 7                            |
| 7 luglio         | Infinito                               | Raf                                 | 1                                     | 1                            |
| 14 luglio        | Baila                                  | Zucchero Fornaciari                 | 1                                     | 1                            |
| 21 luglio        | Tre parole                             | Valeria Rossi                       | 7                                     | 7                            |
| 28 luglio        | Tre parole                             | Valeria Rossi                       | 7                                     | 7                            |
| 4 agosto         | Tre parole                             | Valeria Rossi                       | 7                                     | 7                            |
| 11 agosto        | Tre parole                             | Valeria Rossi                       | 7                                     | 7                            |
| 18 agosto        | Tre parole                             | Valeria Rossi                       | 7                                     | 7                            |
| 25 agosto        | Tre parole                             | Valeria Rossi                       | 7                                     | 7                            |
| 1 settembre      | Tre parole                             | Valeria Rossi                       | 7                                     | 7                            |
| 8 settembre      | Xdono                                  | Tiziano Ferro                       | 4                                     | 4                            |
| 15 settembre     | Xdono                                  | Tiziano Ferro                       | 4                                     | 4                            |
| 22 settembre     | Xdono                                  | Tiziano Ferro                       | 4                                     | 4                            |
| 29 settembre     | Xdono                                  | Tiziano Ferro                       | 4                                     | 4                            |
| 6 ottobre        | Can't Get You out of My Head           | Kylie Minogue                       | 10                                    | 10                           |
| 13 ottobre       | Can't Get You out of My Head           | Kylie Minogue                       | 10                                    | 10                           |
| 20 ottobre       | Can't Get You out of My Head           | Kylie Minogue                       | 10                                    | 10                           |
| 27 ottobre       | Can't Get You out of My Head           | Kylie Minogue                       | 10                                    | 10                           |
| 3 novembre       | Can't Get You out of My Head           | Kylie Minogue                       | 10                                    | 10                           |
| 10 novembre      | Can't Get You out of My Head           | Kylie Minogue                       | 10                                    | 10                           |
| 17 novembre      | Can't Get You out of My Head           | Kylie Minogue                       | 10                                    | 10                           |
| 24 novembre      | Can't Get You out of My Head           | Kylie Minogue                       | 10                                    | 10                           |
| 1 dicembre       | Can't Get You out of My Head           | Kylie Minogue                       | 10                                    | 10                           |
| 8 dicembre       | Can't Get You out of My Head           | Kylie Minogue                       | 10                                    | 10                           |
| 15 dicembre      | Somethin' Stupid                       | Robbie Williams feat. Nicole Kidman | 1                                     | 3*                           |
| 28 dicembre      | Paid My Dues                           | Anastacia                           | 2                                     | 2                            |
| 29 dicembre      | Paid My Dues                           | Anastacia                           | 2                                     | 2                            |

- Nel 2001, è Can't Get You out of My Head di Kylie Minogue ad avere passato più tempo in cima alla classifica (10 settimane).

## 2002
| Inizio settimana | Singolo                    | Artista/i                           | Settimane di permanenza (consecutive) | Totale settimane al numero 1 |
| ---------------- | -------------------------- | ----------------------------------- | ------------------------------------- | ---------------------------- |
| 5 gennaio        | Somethin' Stupid           | Robbie Williams feat. Nicole Kidman | 2                                     | 3*                           |
| 12 gennaio       | Somethin' Stupid           | Robbie Williams feat. Nicole Kidman | 2                                     | 3*                           |
| 19 gennaio       | Salvami                    | Jovanotti                           | 1                                     | 1                            |
| 26 gennaio       | Whenever, Wherever         | Shakira                             | 2                                     | 7                            |
| 2 febbraio       | Whenever, Wherever         | Shakira                             | 2                                     | 7                            |
| 9 febbraio       | Questa è la mia vita       | Ligabue                             | 2                                     | 3                            |
| 16 febbraio      | Questa è la mia vita       | Ligabue                             | 2                                     | 3                            |
| 23 febbraio      | Whenever, Wherever         | Shakira                             | 1                                     | 7                            |
| 2 marzo          | Questa è la mia vita       | Ligabue                             | 1                                     | 3                            |
| 9 marzo          | Whenever, Wherever         | Shakira                             | 1                                     | 7                            |
| 16 marzo         | Freeek!                    | George Michael                      | 1                                     | 1                            |
| 23 marzo         | Whenever, Wherever         | Shakira                             | 3                                     | 7                            |
| 30 marzo         | Whenever, Wherever         | Shakira                             | 3                                     | 7                            |
| 6 aprile         | Whenever, Wherever         | Shakira                             | 3                                     | 7                            |
| 13 aprile        | The Hindu Times            | Oasis                               | 1                                     | 1                            |
| 20 aprile        | Innocente                  | Renato Zero                         | 1                                     | 1                            |
| 21 aprile        | Moi... Lolita              | Alizée                              | 6                                     | 6                            |
| 4 maggio         | Moi... Lolita              | Alizée                              | 6                                     | 6                            |
| 11 maggio        | Moi... Lolita              | Alizée                              | 6                                     | 6                            |
| 18 maggio        | Moi... Lolita              | Alizée                              | 6                                     | 6                            |
| 25 maggio        | Moi... Lolita              | Alizée                              | 6                                     | 6                            |
| 1 giugno         | Moi... Lolita              | Alizée                              | 6                                     | 6                            |
| 8 giugno         | Wherever You Will Go       | The Calling                         | 1                                     | 1                            |
| 15 giugno        | Stop Crying Your Heart Out | Oasis                               | 1                                     | 1                            |
| 22 giugno        | By the Way                 | Red Hot Chili Peppers               | 1                                     | 1                            |
| 29 giugno        | Le vent nous portera       | Noir Désir                          | 4                                     | 4                            |
| 6 luglio         | Le vent nous portera       | Noir Désir                          | 4                                     | 4                            |
| 13 luglio        | Le vent nous portera       | Noir Désir                          | 4                                     | 4                            |
| 20 luglio        | Le vent nous portera       | Noir Désir                          | 4                                     | 4                            |
| 27 luglio        | Aserejé                    | Las Ketchup                         | 8                                     | 8                            |
| 3 agosto         | Aserejé                    | Las Ketchup                         | 8                                     | 8                            |
| 10 agosto        | Aserejé                    | Las Ketchup                         | 8                                     | 8                            |
| 17 agosto        | Aserejé                    | Las Ketchup                         | 8                                     | 8                            |
| 24 agosto        | Aserejé                    | Las Ketchup                         | 8                                     | 8                            |
| 31 agosto        | Aserejé                    | Las Ketchup                         | 8                                     | 8                            |
| 7 settembre      | Aserejé                    | Las Ketchup                         | 8                                     | 8                            |
| 14 settembre     | Aserejé                    | Las Ketchup                         | 8                                     | 8                            |
| 21 settembre     | All the Things She Said    | t.A.T.u.                            | 4                                     | 4                            |
| 28 settembre     | All the Things She Said    | t.A.T.u.                            | 4                                     | 4                            |
| 5 ottobre        | All the Things She Said    | t.A.T.u.                            | 4                                     | 4                            |
| 12 ottobre       | All the Things She Said    | t.A.T.u.                            | 4                                     | 4                            |
| 19 ottobre       | Electrical Storm           | U2                                  | 1                                     | 1                            |
| 26 ottobre       | Die Another Day            | Madonna                             | 5                                     | 5                            |
| 2 novembre       | Die Another Day            | Madonna                             | 5                                     | 5                            |
| 9 novembre       | Die Another Day            | Madonna                             | 5                                     | 5                            |
| 16 novembre      | Die Another Day            | Madonna                             | 5                                     | 5                            |
| 23 novembre      | Die Another Day            | Madonna                             | 5                                     | 5                            |
| 30 novembre      | Per me è importante        | Tiromancino                         | 1                                     | 2                            |
| 7 dicembre       | Lose Yourself              | Eminem                              | 1                                     | 1                            |
| 14 dicembre      | Per me è importante        | Tiromancino                         | 1                                     | 2                            |
| 21 dicembre      | Feel                       | Robbie Williams                     | 2                                     | 5*                           |
| 28 dicembre      | Feel                       | Robbie Williams                     | 2                                     | 5*                           |

- Nel 2002, la canzone ad avere passato più tempo in vetta alla classifica è Aserje delle Las Ketchup (8 settimane).

## 2003
| Inizio settimana | Singolo                            | Artista/i       | Settimane di permanenza (consecutive) | Totale settimane al numero 1 |
| ---------------- | ---------------------------------- | --------------- | ------------------------------------- | ---------------------------- |
| 4 gennaio        | Feel                               | Robbie Williams | 3                                     | 5*                           |
| 12 gennaio       | Feel                               | Robbie Williams | 3                                     | 5*                           |
| 18 gennaio       | Feel                               | Robbie Williams | 3                                     | 5*                           |
| 25 gennaio       | Mundian To Bach Ke                 | Panjabi MC      | 3                                     | 3                            |
| 1 febbraio       | Mundian To Bach Ke                 | Panjabi MC      | 3                                     | 3                            |
| 8 febbraio       | Mundian To Bach Ke                 | Panjabi MC      | 3                                     | 3                            |
| 15 febbraio      | Almeno tu nell'universo            | Elisa           | 1                                     | 3                            |
| 22 febbraio      | Dedicato a te                      | Le Vibrazioni   | 1                                     | 1                            |
| 29 febbraio      | Almeno tu nell'universo            | Elisa           | 2                                     | 3                            |
| 8 marzo          | Almeno tu nell'universo            | Elisa           | 2                                     | 3                            |
| 15 marzo         | Gocce di memoria                   | Giorgia         | 4                                     | 7                            |
| 22 marzo         | Gocce di memoria                   | Giorgia         | 4                                     | 7                            |
| 29 marzo         | Gocce di memoria                   | Giorgia         | 4                                     | 7                            |
| 5 aprile         | Gocce di memoria                   | Giorgia         | 4                                     | 7                            |
| 12 aprile        | American Life                      | Madonna         | 1                                     | 1                            |
| 19 aprile        | Gocce di memoria                   | Giorgia         | 3                                     | 7                            |
| 26 aprile        | Gocce di memoria                   | Giorgia         | 3                                     | 7                            |
| 3 maggio         | Gocce di memoria                   | Giorgia         | 3                                     | 7                            |
| 10 maggio        | Un'emozione per sempre             | Eros Ramazzotti | 6                                     | 6                            |
| 17 maggio        | Un'emozione per sempre             | Eros Ramazzotti | 6                                     | 6                            |
| 24 maggio        | Un'emozione per sempre             | Eros Ramazzotti | 6                                     | 6                            |
| 1 maggio         | Un'emozione per sempre             | Eros Ramazzotti | 6                                     | 6                            |
| 7 giugno         | Un'emozione per sempre             | Eros Ramazzotti | 6                                     | 6                            |
| 14 giugno        | Un'emozione per sempre             | Eros Ramazzotti | 6                                     | 6                            |
| 21 giugno        | Bring Me to Life                   | Evanescence     | 2                                     | 4                            |
| 28 giugno        | Bring Me to Life                   | Evanescence     | 2                                     | 4                            |
| 4 luglio         | Get Busy                           | Sean Paul       | 2                                     | 7                            |
| 11 luglio        | Get Busy                           | Sean Paul       | 2                                     | 7                            |
| 19 luglio        | Bring Me to Life                   | Evanescence     | 1                                     | 4                            |
| 26 luglio        | Get Busy                           | Sean Paul       | 5                                     | 7                            |
| 2 agosto         | Get Busy                           | Sean Paul       | 5                                     | 7                            |
| 9 agosto         | Get Busy                           | Sean Paul       | 5                                     | 7                            |
| 16 agosto        | Get Busy                           | Sean Paul       | 5                                     | 7                            |
| 23 agosto        | Get Busy                           | Sean Paul       | 5                                     | 7                            |
| 30 agosto        | Bring Me to Life                   | Evanescence     | 1                                     | 4                            |
| 6 settembre      | You Weren't There                  | Lene Marlin     | 1                                     | 1                            |
| 13 settembre     | White Flag                         | Dido            | 1                                     | 1                            |
| 20 settembre     | Never Leave You (Uh Oooh, Uh Oooh) | Lumidee         | 1                                     | 1                            |
| 27 settembre     | Obsesión                           | Aventura        | 14                                    | 16*                          |
| 4 ottobre        | Obsesión                           | Aventura        | 14                                    | 16*                          |
| 11 ottobre       | Obsesión                           | Aventura        | 14                                    | 16*                          |
| 18 ottobre       | Obsesión                           | Aventura        | 14                                    | 16*                          |
| 25 ottobre       | Obsesión                           | Aventura        | 14                                    | 16*                          |
| 1 novembre       | Obsesión                           | Aventura        | 14                                    | 16*                          |
| 8 novembre       | Obsesión                           | Aventura        | 14                                    | 16*                          |
| 15 novembre      | Obsesión                           | Aventura        | 14                                    | 16*                          |
| 22 novembre      | Obsesión                           | Aventura        | 14                                    | 16*                          |
| 29 novembre      | Obsesión                           | Aventura        | 14                                    | 16*                          |
| 6 dicembre       | Obsesión                           | Aventura        | 14                                    | 16*                          |
| 13 dicembre      | Obsesión                           | Aventura        | 14                                    | 16*                          |
| 20 dicembre      | Obsesión                           | Aventura        | 14                                    | 16*                          |
| 27 dicembre      | Obsesión                           | Aventura        | 14                                    | 16*                          |

- Nel 2003, è Obsesión del gruppo Aventura ad avere passato più tempo in vetta alla classifica (14 settimane durante l'anno, su un totale di 16 complessive).

## 2004
| Inizio settimana | Singolo                         | Artista/i               | Settimane di permanenza (consecutive) | Totale settimane al numero 1 |
| ---------------- | ------------------------------- | ----------------------- | ------------------------------------- | ---------------------------- |
| 3 gennaio        | Obsesión                        | Aventura                | 2                                     | 16*                          |
| 10 gennaio       | Obsesión                        | Aventura                | 2                                     | 16*                          |
| 17 gennaio       | Shut Up                         | Black Eyed Peas         | 1                                     | 1                            |
| 24 gennaio       | Dragostea Din Tei               | Haiducii                | 5                                     | 6                            |
| 31 gennaio       | Dragostea Din Tei               | Haiducii                | 5                                     | 6                            |
| 7 febbraio       | Dragostea Din Tei               | Haiducii                | 5                                     | 6                            |
| 14 febbraio      | Dragostea Din Tei               | Haiducii                | 5                                     | 6                            |
| 21 febbraio      | Dragostea Din Tei               | Haiducii                | 5                                     | 6                            |
| 28 febbraio      | Amazing                         | George Michael          | 1                                     | 1                            |
| 6 marzo          | Dragostea Din Tei               | Haiducii                | 1                                     | 6                            |
| 13 marzo         | Left Outside Alone              | Anastacia               | 6                                     | 6                            |
| 20 marzo         | Left Outside Alone              | Anastacia               | 6                                     | 6                            |
| 27 marzo         | Left Outside Alone              | Anastacia               | 6                                     | 6                            |
| 3 aprile         | Left Outside Alone              | Anastacia               | 6                                     | 6                            |
| 10 aprile        | Left Outside Alone              | Anastacia               | 6                                     | 6                            |
| 17 aprile        | Left Outside Alone              | Anastacia               | 6                                     | 6                            |
| 24 aprile        | A chi mi dice                   | Blue                    | 7                                     | 7                            |
| 1 maggio         | A chi mi dice                   | Blue                    | 7                                     | 7                            |
| 8 maggio         | A chi mi dice                   | Blue                    | 7                                     | 7                            |
| 15 maggio        | A chi mi dice                   | Blue                    | 7                                     | 7                            |
| 22 maggio        | A chi mi dice                   | Blue                    | 7                                     | 7                            |
| 29 maggio        | A chi mi dice                   | Blue                    | 7                                     | 7                            |
| 5 giugno         | A chi mi dice                   | Blue                    | 7                                     | 7                            |
| 12 giugno        | Fuck It (I Don't Want You Back) | Eamon                   | 11                                    | 11                           |
| 19 giugno        | Fuck It (I Don't Want You Back) | Eamon                   | 11                                    | 11                           |
| 26 giugno        | Fuck It (I Don't Want You Back) | Eamon                   | 11                                    | 11                           |
| 3 luglio         | Fuck It (I Don't Want You Back) | Eamon                   | 11                                    | 11                           |
| 10 luglio        | Fuck It (I Don't Want You Back) | Eamon                   | 11                                    | 11                           |
| 17 luglio        | Fuck It (I Don't Want You Back) | Eamon                   | 11                                    | 11                           |
| 24 luglio        | Fuck It (I Don't Want You Back) | Eamon                   | 11                                    | 11                           |
| 31 luglio        | Fuck It (I Don't Want You Back) | Eamon                   | 11                                    | 11                           |
| 7 agosto         | Fuck It (I Don't Want You Back) | Eamon                   | 11                                    | 11                           |
| 14 agosto        | Fuck It (I Don't Want You Back) | Eamon                   | 11                                    | 11                           |
| 21 agosto        | Fuck It (I Don't Want You Back) | Eamon                   | 11                                    | 11                           |
| 28 agosto        | Universal Prayer                | Tiziano Ferro e Jamelia | 1                                     | 1                            |
| 4 settembre      | The Reason                      | Hoobastank              | 2                                     | 2                            |
| 11 settembre     | The Reason                      | Hoobastank              | 2                                     | 2                            |
| 25 settembre     | Calma e sangue freddo           | Luca Dirisio            | 1                                     | 1                            |
| 2 ottobre        | Resta in ascolto                | Laura Pausini           | 4                                     | 4                            |
| 9 ottobre        | Resta in ascolto                | Laura Pausini           | 4                                     | 4                            |
| 16 ottobre       | Resta in ascolto                | Laura Pausini           | 4                                     | 4                            |
| 23 ottobre       | Resta in ascolto                | Laura Pausini           | 4                                     | 4                            |
| 30 ottobre       | My Prerogative                  | Britney Spears          | 1                                     | 1                            |
| 6 novembre       | Vertigo                         | U2                      | 4                                     | 4                            |
| 13 novembre      | Vertigo                         | U2                      | 4                                     | 4                            |
| 20 novembre      | Vertigo                         | U2                      | 4                                     | 4                            |
| 27 novembre      | Vertigo                         | U2                      | 4                                     | 4                            |
| 4 dicembre       | Do They Know It's Christmas?    | Band Aid 20             | 4                                     | 6*                           |
| 11 dicembre      | Do They Know It's Christmas?    | Band Aid 20             | 4                                     | 6*                           |
| 18 dicembre      | Do They Know It's Christmas?    | Band Aid 20             | 4                                     | 6*                           |
| 25 dicembre      | Do They Know It's Christmas?    | Band Aid 20             | 4                                     | 6*                           |

- Nel 2004, è Fuck It (I Don't Want You Back) di Eamon ad avere passato più tempo alla #1 (11 settimane).

## 2005
| Inizio settimana | Singolo                      | Artista/i       | Settimane di permanenza (consecutive) | Totale settimane al numero 1 |
| ---------------- | ---------------------------- | --------------- | ------------------------------------- | ---------------------------- |
| 1 gennaio        | Do They Know It's Christmas? | Band Aid 20     | 2                                     | 6*                           |
| 8 gennaio        | Do They Know It's Christmas? | Band Aid 20     | 2                                     | 6*                           |
| 15 gennaio       | Cleptomania                  | Sugarfree       | 4                                     | 5                            |
| 22 gennaio       | Cleptomania                  | Sugarfree       | 4                                     | 5                            |
| 29 gennaio       | Cleptomania                  | Sugarfree       | 4                                     | 5                            |
| 5 febbraio       | Cleptomania                  | Sugarfree       | 4                                     | 5                            |
| 12 febbraio      | Get Right                    | Jennifer Lopez  | 2                                     | 2                            |
| 19 febbraio      | Get Right                    | Jennifer Lopez  | 2                                     | 2                            |
| 26 febbraio      | Cleptomania                  | Sugarfree       | 1                                     | 5                            |
| 5 marzo          | Angelo                       | Francesco Renga | 1                                     | 1                            |
| 12 marzo         | I bambini fanno "ooh..."     | Povia           | 19                                    | 20                           |
| 19 marzo         | I bambini fanno "ooh..."     | Povia           | 19                                    | 20                           |
| 26 marzo         | I bambini fanno "ooh..."     | Povia           | 19                                    | 20                           |
| 2 aprile         | I bambini fanno "ooh..."     | Povia           | 19                                    | 20                           |
| 9 aprile         | I bambini fanno "ooh..."     | Povia           | 19                                    | 20                           |
| 16 aprile        | I bambini fanno "ooh..."     | Povia           | 19                                    | 20                           |
| 23 aprile        | I bambini fanno "ooh..."     | Povia           | 19                                    | 20                           |
| 30 aprile        | I bambini fanno "ooh..."     | Povia           | 19                                    | 20                           |
| 7 maggio         | I bambini fanno "ooh..."     | Povia           | 19                                    | 20                           |
| 14 maggio        | I bambini fanno "ooh..."     | Povia           | 19                                    | 20                           |
| 21 maggio        | I bambini fanno "ooh..."     | Povia           | 19                                    | 20                           |
| 28 maggio        | I bambini fanno "ooh..."     | Povia           | 19                                    | 20                           |
| 4 giugno         | I bambini fanno "ooh..."     | Povia           | 19                                    | 20                           |
| 11 giugno        | I bambini fanno "ooh..."     | Povia           | 19                                    | 20                           |
| 18 giugno        | I bambini fanno "ooh..."     | Povia           | 19                                    | 20                           |
| 25 giugno        | I bambini fanno "ooh..."     | Povia           | 19                                    | 20                           |
| 2 luglio         | I bambini fanno "ooh..."     | Povia           | 19                                    | 20                           |
| 9 luglio         | I bambini fanno "ooh..."     | Povia           | 19                                    | 20                           |
| 16 luglio        | I bambini fanno "ooh..."     | Povia           | 19                                    | 20                           |
| 23 luglio        | Army of Lovers               | Lee Ryan        | 4                                     | 4                            |
| 30 luglio        | Army of Lovers               | Lee Ryan        | 4                                     | 4                            |
| 6 agosto         | Army of Lovers               | Lee Ryan        | 4                                     | 4                            |
| 13 agosto        | Army of Lovers               | Lee Ryan        | 4                                     | 4                            |
| 20 agosto        | I bambini fanno "ooh..."     | Povia           | 1                                     | 20                           |
| 27 agosto        | The Importance of Being Idle | Oasis           | 1                                     | 1                            |
| 3 settembre      | La camisa negra              | Juanes          | 2                                     | 2                            |
| 10 settembre     | La camisa negra              | Juanes          | 2                                     | 2                            |
| 17 settembre     | La nostra vita               | Eros Ramazzotti | 2                                     | 3                            |
| 24 settembre     | La nostra vita               | Eros Ramazzotti | 2                                     | 3                            |
| 1 ottobre        | Precious                     | Depeche Mode    | 1                                     | 1                            |
| 8 ottobre        | La nostra vita               | Eros Ramazzotti | 1                                     | 3                            |
| 15 ottobre       | Tripping                     | Robbie Williams | 1                                     | 1                            |
| 22 ottobre       | Big City Life                | Mattafix        | 2                                     | 2                            |
| 29 ottobre       | Big City Life                | Mattafix        | 2                                     | 2                            |
| 5 novembre       | Hung Up                      | Madonna         | 8                                     | 14*                          |
| 12 novembre      | Hung Up                      | Madonna         | 8                                     | 14*                          |
| 19 novembre      | Hung Up                      | Madonna         | 8                                     | 14*                          |
| 26 novembre      | Hung Up                      | Madonna         | 8                                     | 14*                          |
| 3 dicembre       | Hung Up                      | Madonna         | 8                                     | 14*                          |
| 10 dicembre      | Hung Up                      | Madonna         | 8                                     | 14*                          |
| 17 dicembre      | Hung Up                      | Madonna         | 8                                     | 14*                          |
| 24 dicembre      | Hung Up                      | Madonna         | 8                                     | 14*                          |

- Nel 2005, è I bambini fanno "ooh..." di Povia ad aver passato più tempo in cima alla classifica (20 settimane).

## 2006
| Inizio settimana | Singolo                                   | Artista/i                   | Settimane di permanenza (consecutive) | Totale settimane al numero 1 |
| ---------------- | ----------------------------------------- | --------------------------- | ------------------------------------- | ---------------------------- |
| 31 dicembre '05  | Hung Up                                   | Madonna                     | 6                                     | 14*                          |
| 7 gennaio        | Hung Up                                   | Madonna                     | 6                                     | 14*                          |
| 14 gennaio       | Hung Up                                   | Madonna                     | 6                                     | 14*                          |
| 21 gennaio       | Hung Up                                   | Madonna                     | 6                                     | 14*                          |
| 28 gennaio       | Hung Up                                   | Madonna                     | 6                                     | 14*                          |
| 4 febbraio       | Hung Up                                   | Madonna                     | 6                                     | 14*                          |
| 11 febbraio      | Teach Me Again                            | Elisa e Tina Turner         | 1                                     | 1                            |
| 18 febbraio      | Sorry                                     | Madonna                     | 3                                     | 3                            |
| 25 febbraio      | Sorry                                     | Madonna                     | 3                                     | 3                            |
| 4 marzo          | Sorry                                     | Madonna                     | 3                                     | 3                            |
| 11 marzo         | I Belong to You (Il ritmo della passione) | Eros Ramazzotti e Anastacia | 1                                     | 1                            |
| 18 marzo         | Svegliarsi la mattina                     | Zero Assoluto               | 8                                     | 8                            |
| 26 marzo         | Svegliarsi la mattina                     | Zero Assoluto               | 8                                     | 8                            |
| 2 aprile         | Svegliarsi la mattina                     | Zero Assoluto               | 8                                     | 8                            |
| 9 aprile         | Svegliarsi la mattina                     | Zero Assoluto               | 8                                     | 8                            |
| 16 aprile        | Svegliarsi la mattina                     | Zero Assoluto               | 8                                     | 8                            |
| 23 aprile        | Svegliarsi la mattina                     | Zero Assoluto               | 8                                     | 8                            |
| 30 aprile        | Svegliarsi la mattina                     | Zero Assoluto               | 8                                     | 8                            |
| 7 maggio         | Svegliarsi la mattina                     | Zero Assoluto               | 8                                     | 8                            |
| 13 maggio        | Hips Don't Lie                            | Shakira feat Wyclef Jean    | 2                                     | 2                            |
| 20 maggio        | Hips Don't Lie                            | Shakira feat Wyclef Jean    | 2                                     | 2                            |
| 27 maggio        | Stop! Dimentica                           | Tiziano Ferro               | 5                                     | 5                            |
| 3 giugno         | Stop! Dimentica                           | Tiziano Ferro               | 5                                     | 5                            |
| 10 giugno        | Stop! Dimentica                           | Tiziano Ferro               | 5                                     | 5                            |
| 17 giugno        | Stop! Dimentica                           | Tiziano Ferro               | 5                                     | 5                            |
| 24 giugno        | Stop! Dimentica                           | Tiziano Ferro               | 5                                     | 5                            |
| 1 luglio         | An Easier Affair                          | George Michael              | 1                                     | 1                            |
| 8 luglio         | Sei parte di me                           | Zero Assoluto               | 1                                     | 8                            |
| 15 luglio        | Siamo una squadra fortissimi              | Checco Zalone               | 5                                     | 5                            |
| 22 luglio        | Siamo una squadra fortissimi              | Checco Zalone               | 5                                     | 5                            |
| 29 luglio        | Siamo una squadra fortissimi              | Checco Zalone               | 5                                     | 5                            |
| 5 agosto         | Siamo una squadra fortissimi              | Checco Zalone               | 5                                     | 5                            |
| 12 agosto        | Siamo una squadra fortissimi              | Checco Zalone               | 5                                     | 5                            |
| 19 agosto        | Sei parte di me                           | Zero Assoluto               | 2                                     | 8                            |
| 26 agosto        | Sei parte di me                           | Zero Assoluto               | 2                                     | 8                            |
| 2 settembre      | Rudebox                                   | Robbie Williams             | 1                                     | 1                            |
| 9 settembre      | Sei parte di me                           | Zero Assoluto               | 5                                     | 8                            |
| 16 settembre     | Sei parte di me                           | Zero Assoluto               | 5                                     | 8                            |
| 23 settembre     | Sei parte di me                           | Zero Assoluto               | 5                                     | 8                            |
| 30 settembre     | Sei parte di me                           | Zero Assoluto               | 5                                     | 8                            |
| 7 ottobre        | Sei parte di me                           | Zero Assoluto               | 5                                     | 8                            |
| 14 ottobre       | Primo appuntamento                        | Gigi D'Alessio              | 2                                     | 2                            |
| 21 ottobre       | Primo appuntamento                        | Gigi D'Alessio              | 2                                     | 2                            |
| 28 ottobre       | Martyr                                    | Depeche Mode                | 1                                     | 1                            |
| 4 novembre       | Jump                                      | Madonna                     | 1                                     | 1                            |
| 11 novembre      | The Saints Are Coming                     | U2 & Green Day              | 5                                     | 6                            |
| 18 novembre      | The Saints Are Coming                     | U2 & Green Day              | 5                                     | 6                            |
| 25 novembre      | The Saints Are Coming                     | U2 & Green Day              | 5                                     | 6                            |
| 2 dicembre       | The Saints Are Coming                     | U2 & Green Day              | 5                                     | 6                            |
| 9 dicembre       | The Saints Are Coming                     | U2 & Green Day              | 5                                     | 6                            |
| 16 dicembre      | Io canto                                  | Laura Pausini               | 2                                     | 3                            |
| 23 dicembre      | Io canto                                  | Laura Pausini               | 2                                     | 3                            |

- Nel 2006, sono Svegliarsi la mattina e Sei parte di me degli Zero Assoluto, ad aver passato più tempo alla #1 (entrambe per 8 settimane).

## 2007
| Inizio settimana | Singolo                   | Artista/i                      | Settimane di permanenza (consecutive) | Totale settimane al numero 1 |
| ---------------- | ------------------------- | ------------------------------ | ------------------------------------- | ---------------------------- |
| 30 dicembre '06  | The Saints Are Coming     | U2 & Green Day                 | 1                                     | 6                            |
| 6 gennaio        | Io canto                  | Laura Pausini                  | 1                                     | 3                            |
| 13 gennaio       | Window in the Skies       | U2                             | 4                                     | 4                            |
| 20 gennaio       | Window in the Skies       | U2                             | 4                                     | 4                            |
| 27 gennaio       | Window in the Skies       | U2                             | 4                                     | 4                            |
| 3 febbraio       | Window in the Skies       | U2                             | 4                                     | 4                            |
| 10 febbraio      | Vorrei dirti che è facile | Brenda & Daniele Battaglia     | 2                                     | 2                            |
| 17 febbraio      | Vorrei dirti che è facile | Brenda & Daniele Battaglia     | 2                                     | 2                            |
| 24 febbraio      | Grace Kelly               | Mika                           | 1                                     | 1                            |
| 3 marzo          | Musica                    | Paolo Meneguzzi                | 1                                     | 1                            |
| 10 marzo         | Qué hiciste               | Jennifer Lopez                 | 2                                     | 2                            |
| 17 marzo         | Qué hiciste               | Jennifer Lopez                 | 2                                     | 2                            |
| 24 marzo         | Pensa                     | Fabrizio Moro                  | 1                                     | 1                            |
| 31 marzo         | Girlfriend                | Avril Lavigne                  | 2                                     | 2                            |
| 7 aprile         | Girlfriend                | Avril Lavigne                  | 2                                     | 2                            |
| 14 aprile        | Beautiful Liar            | Beyoncé & Shakira              | 4                                     | 4                            |
| 21 aprile        | Beautiful Liar            | Beyoncé & Shakira              | 4                                     | 4                            |
| 28 aprile        | Beautiful Liar            | Beyoncé & Shakira              | 4                                     | 4                            |
| 5 maggio         | Beautiful Liar            | Beyoncé & Shakira              | 4                                     | 4                            |
| 12 maggio        | La compagnia              | Vasco Rossi                    | 21                                    | 21                           |
| 19 maggio        | La compagnia              | Vasco Rossi                    | 21                                    | 21                           |
| 26 maggio        | La compagnia              | Vasco Rossi                    | 21                                    | 21                           |
| 2 giugno         | La compagnia              | Vasco Rossi                    | 21                                    | 21                           |
| 9 giugno         | La compagnia              | Vasco Rossi                    | 21                                    | 21                           |
| 16 giugno        | La compagnia              | Vasco Rossi                    | 21                                    | 21                           |
| 23 giugno        | La compagnia              | Vasco Rossi                    | 21                                    | 21                           |
| 30 giugno        | La compagnia              | Vasco Rossi                    | 21                                    | 21                           |
| 7 luglio         | La compagnia              | Vasco Rossi                    | 21                                    | 21                           |
| 14 luglio        | La compagnia              | Vasco Rossi                    | 21                                    | 21                           |
| 21 luglio        | La compagnia              | Vasco Rossi                    | 21                                    | 21                           |
| 28 luglio        | La compagnia              | Vasco Rossi                    | 21                                    | 21                           |
| 4 agosto         | La compagnia              | Vasco Rossi                    | 21                                    | 21                           |
| 11 agosto        | La compagnia              | Vasco Rossi                    | 21                                    | 21                           |
| 18 agosto        | La compagnia              | Vasco Rossi                    | 21                                    | 21                           |
| 25 agosto        | La compagnia              | Vasco Rossi                    | 21                                    | 21                           |
| 1 settembre      | La compagnia              | Vasco Rossi                    | 21                                    | 21                           |
| 8 settembre      | La compagnia              | Vasco Rossi                    | 21                                    | 21                           |
| 15 settembre     | La compagnia              | Vasco Rossi                    | 21                                    | 21                           |
| 22 settembre     | La compagnia              | Vasco Rossi                    | 21                                    | 21                           |
| 29 settembre     | La compagnia              | Vasco Rossi                    | 21                                    | 21                           |
| 6 ottobre        | Non siamo soli            | Eros Ramazzotti & Ricky Martin | 11                                    | 11                           |
| 13 ottobre       | Non siamo soli            | Eros Ramazzotti & Ricky Martin | 11                                    | 11                           |
| 20 ottobre       | Non siamo soli            | Eros Ramazzotti & Ricky Martin | 11                                    | 11                           |
| 27 ottobre       | Non siamo soli            | Eros Ramazzotti & Ricky Martin | 11                                    | 11                           |
| 3 novembre       | Non siamo soli            | Eros Ramazzotti & Ricky Martin | 11                                    | 11                           |
| 10 novembre      | Non siamo soli            | Eros Ramazzotti & Ricky Martin | 11                                    | 11                           |
| 17 novembre      | Non siamo soli            | Eros Ramazzotti & Ricky Martin | 11                                    | 11                           |
| 24 novembre      | Non siamo soli            | Eros Ramazzotti & Ricky Martin | 11                                    | 11                           |
| 1 dicembre       | Non siamo soli            | Eros Ramazzotti & Ricky Martin | 11                                    | 11                           |
| 8 dicembre       | Non siamo soli            | Eros Ramazzotti & Ricky Martin | 11                                    | 11                           |
| 15 dicembre      | Non siamo soli            | Eros Ramazzotti & Ricky Martin | 11                                    | 11                           |
| 22 dicembre      | No One                    | Alicia Keys                    | 1                                     | 1                            |

- Nel 2007, è La Compagnia di Vasco Rossi ad aver passato più tempo in vetta alla classifica (21 settimane), seguito da Non siamo soli di Eros Ramazzotti in collaborazione con Ricky Martin (11 settimane).

## Dati e record dei brani presenti
Record e primati nella storia della Classifica Mix e Singoli di FIMI (dal 1997 al 2007 classifica italiana ufficiale di vendite musicali per i singoli):
- Record assoluto di permanenza alla #1: Vasco Extended Play di Vasco Rossi (21 settimane)
- Singolo solista di un artista maschile /singolo solista in generale a trascorrere più tempo alla #1: I bambini fanno "ooh...di Povia (20 settimane)
- Singolo solista di un'artista femminile a passare più tempo alla #1: Hung Up di Madonna (14 settimane)
- Singolo di una collaborazione ad essere per più tempo alla #1: Il mio nome è mai più di Luciano Ligabue, Jovanotti e Piero Pelù (17 settimane)
- Singolo di un gruppo a passare più tempo alla #1: Obsesión degli Aventura (16 settimane)
- Singolo a passare, come duetto, il maggior numero di settimane alla #1: Non siamo soli di Eros Ramazzotti feat. Ricky Martin (11 settimane)

## Fine della classifica
Da gennaio del 2008 in poi, la FIMI non ha più pubblicato la classifica dei singoli, causa le basse vendite di questo supporto e il mercato sempre crescente della musica liquida, ovvero dello scaricamento legale da Internet dei brani in MP3, ormai sempre più diffusa. L'ultima classifica di singoli e mix considera le vendite dal 22 al 28 dicembre 2007, dalla settimana dopo diventa ufficiale e resta in vigore solo quella digitale. Vedi anche:
- Brani musicali al numero uno in Italia (2008)
- Brani musicali al numero uno in Italia (2009)
- Brani musicali al numero uno in Italia (2010)
- Brani musicali al numero uno in Italia (2011)
- Brani musicali al numero uno in Italia (2012)
- Brani musicali al numero uno in Italia (2013)
- Brani musicali al numero uno in Italia (2014)
- Brani musicali al numero uno in Italia (2015)
- Brani musicali al numero uno in Italia (2016)
- Brani musicali al numero uno in Italia (2017)
- Brani musicali al numero uno in Italia (2018)
- Brani musicali al numero uno in Italia (2019)
- Brani musicali al numero uno in Italia (2020)
- Brani musicali al numero uno in Italia (2021)
- Brani musicali al numero uno in Italia (2022)
- Brani musicali al numero uno in Italia (2023)
- Brani musicali al numero uno in Italia (2024)
- Brani musicali al numero uno in Italia (2025)